# Points de Hofstadter
En géométrie plane, un point de Hofstadter est un point spécial associé à chaque triangle plan. En fait il existe plusieurs points de Hofstadter associés à un triangle. Tous sont des centres du triangle. Deux d'entre eux, le point de 0-Hofstadter et le point de 1-Hofstadter, se distinguent des autres. Ce sont deux centres triangulaires transcendantaux. Le point de 0-Hofstadter est le centre désigné par X(360) et le point de 1-Hofstafter est le centre désigné par X(359) dans l'Encyclopédie des centres triangulaires de Clark Kimberling. Le point de 0-Hofstadter a été découvert par Douglas Hofstadter en 1992.

## Triangles de Hofstadter

Soit △ABC un triangle donné. Soit r une constante réelle positive.
On fait pivoter le segment de droite BC autour de B d'un angle rB vers l'intérieur du triangle et soit LBC la droite contenant ce segment de droite. On fait ensuite pivoter le segment de droite BC autour de C d'un angle rC vers l'intérieur du triangle également. Soit L'BC la droite contenant ce segment de droite. Les droites LBC et L'BC se coupent en A(r) . De la même manière, on construit les points B(r) et C(r). Le triangle dont les sommets sont A(r), B(r), C(r) est le r-triangle de Hofstadter (ou le triangle de r-Hofstadter) de △ABC,.

### Cas particuliers
- Le triangle de 1/3-Hofstadter du triangle △ABC est le premier triangle de Morley de △ABC. Le triangle de Morley est toujours un triangle équilatéral.
- Le triangle de 1/2-Hofstadter est simplement le centre du cercle inscrit du triangle.

### Coordonnées trilinéaires des sommets des triangles de Hofstadter
Les coordonnées trilinéaires des sommets du triangle de r-Hofstadter sont données ci-dessous :
{\displaystyle {\begin{array}{ccccccc}A(r)&=&1&:&{\frac {\sin rB}{\sin(1-r)B}}&:&{\frac {\sin rC}{\sin(1-r)C}}\\[2pt]B(r)&=&{\frac {\sin rA}{\sin(1-r)A}}&:&1&:&{\frac {\sin rC}{\sin(1-r)C}}\\[2pt]C(r)&=&{\frac {\sin rA}{\sin(1-r)A}}&:&{\frac {\sin(1-r)B}{\sin rB}}&:&1\end{array}}}

### Paires de Hofstadter
Kimberling a mis en évidence que, pour 0 < r < 1, les triangles de r-Hofstadter et de (r – 1)-Hofstadter sont en perspective.

## Points de Hofstadter

Animation montrant divers points de Hofstadter pour r entre 0 et 1. est le point de 0-Hofstadter. est le point de 1-Hofstadter. Le petit arc rouge au centre du triangle est le lieu des points de r-Hofstadter pour. Ce lieu passe par le centre du cercle inscrit I du triangle.

Pour une constante réelle positive r > 0, soit A(r), B(r), C(r) le triangle de r-Hofstadter du triangle △ABC . Alors les droites AA(r), BB(r), CC(r) sont concourantes. Le point de concours est appelé le point de r-Hofstdter de △ABC .

### Coordonnées trilinéaires du point der-Hofstadter
Les coordonnées trilinéaires du point de r-Hofstadter sont données ci-dessous.
{\displaystyle {\frac {\sin rA}{\sin(A-rA)}}\ :\ {\frac {\sin rB}{\sin(B-rB)}}\ :\ {\frac {\sin rC}{\sin(C-rC)}}}

### Points de 0 et 1-Hofstadter
Les coordonnées trilinéaires de ces points ne peuvent pas être obtenues en insérant les valeurs 0 et 1 pour r dans les expressions des coordonnées trilinéaires du point de r-Hofstadter.
Le point de 0-Hofstadter est la limite du point de r-Hofstadter lorsque r s'approche de zéro ; ainsi, les coordonnées trilinéaires du point de 0-Hofstadter se déduisent ainsi :
{\displaystyle {\begin{array}{rccccc}\displaystyle \lim _{r\to 0}&{\frac {\sin rA}{\sin(A-rA)}}&:&{\frac {\sin rB}{\sin(B-rB)}}&:&{\frac {\sin rC}{\sin(C-rC)}}\\[4pt]\implies \displaystyle \lim _{r\to 0}&{\frac {\sin rA}{r\sin(A-rA)}}&:&{\frac {\sin rB}{r\sin(B-rB)}}&:&{\frac {\sin rC}{r\sin(C-rC)}}\\[4pt]\implies \displaystyle \lim _{r\to 0}&{\frac {A\sin rA}{rA\sin(A-rA)}}&:&{\frac {B\sin rB}{rB\sin(B-rB)}}&:&{\frac {C\sin rC}{rC\sin(C-rC)}}\end{array}}}
Puisque {\displaystyle \lim _{r\to 0}{\tfrac {\sin rA}{rA}}=\lim _{r\to 0}{\tfrac {\sin rB}{rB}}=\lim _{r\to 0}{\tfrac {\sin rC}{rC}}=1,}
{\displaystyle \implies {\frac {A}{\sin A}}\ :\ {\frac {B}{\sin B}}\ :\ {\frac {C}{\sin C}}\quad =\quad {\frac {A}{a}}\ :\ {\frac {B}{b}}\ :\ {\frac {C}{c}}}

Le point de 1-Hofstadter est la limite du point de r-Hofstadter lorsque r s'approche de 1 ; ainsi, les coordonnées trilinéaires du point de 1-Hofstadter s'obtiennent ainsi :
{\displaystyle {\begin{array}{rccccc}\displaystyle \lim _{r\to 1}&{\frac {\sin rA}{\sin(A-rA)}}&:&{\frac {\sin rB}{\sin(B-rB)}}&:&{\frac {\sin rC}{\sin(C-rC)}}\\[4pt]\implies \displaystyle \lim _{r\to 1}&{\frac {(1-r)\sin rA}{\sin(A-rA)}}&:&{\frac {(1-r)\sin rB}{\sin(B-rB)}}&:&{\frac {(1-r)\sin rC}{\sin(C-rC)}}\\[4pt]\implies \displaystyle \lim _{r\to 1}&{\frac {(1-r)A\sin rA}{A\sin(A-rA)}}&:&{\frac {(1-r)B\sin rB}{B\sin(B-rB)}}&:&{\frac {(1-r)C\sin rC}{C\sin(C-rC)}}\end{array}}}
Or, {\displaystyle \lim _{r\to 1}{\tfrac {(1-r)A}{\sin(A-rA)}}=\lim _{r\to 1}{\tfrac {(1-r)B}{\sin(B-rB)}}=\lim _{r\to 1}{\tfrac {(1-r)C}{\sin(C-rC)}}=1,}
{\displaystyle \implies {\frac {\sin A}{A}}\ :\ {\frac {\sin B}{B}}\ :\ {\frac {\sin C}{C}}\quad =\quad {\frac {a}{A}}\ :\ {\frac {b}{B}}\ :\ {\frac {c}{C}}}